# سیارک ۱۳۸۰۸
سیارک ۱۳۸۰۸ (به انگلیسی: 13808 Davewilliams، نامگذاری:1998XG24) سیزده هزار و هشتصد و هشتمین سیارک کشف شده‌است که در ۱۱ دسامبر ۱۹۹۸ کشف شد.
قدر مطلق سیارک برابر ۵۱.۲ است.